# Valmestroff
Valmestroff là một xã trong vùng Grand Est, thuộc tỉnh Moselle, quận Thionville-Est, tổng Metzervisse. Tọa độ địa lý của xã là 49° 21' vĩ độ bắc, 06° 15' kinh độ đông. Valmestroff nằm trên độ cao trung bình là 200 mét trên mực nước biển, có điểm thấp nhất là 155 mét và điểm cao nhất là 256 mét. Xã có diện tích 3,78 km², dân số vào thời điểm 1999 là 258 người; mật độ dân số là 68 người/km².

## Thông tin nhân khẩu
| 1962 | 1968 | 1975 | 1982 | 1990 | 1999 |
| ---- | ---- | ---- | ---- | ---- | ---- |
| 115  | 142  | 141  | 222  | 231  | 258  |